# Кепилна (Біхор)
Кепилна (рум. Căpâlna) — село у повіті Біхор в Румунії. Адміністративний центр комуни Кепилна.
Село розташоване на відстані 402 км на північний захід від Бухареста, 39 км на південь від Ораді, 113 км на захід від Клуж-Напоки, 127 км на північний схід від Тімішоари.

## Населення
За даними перепису населення 2002 року у селі проживала 461 особа.
Національний склад населення села:
| Національність | Кількість осіб | Відсоток |
| -------------- | -------------- | -------- |
| румуни         | 455            | 98,7%    |
| цигани         | 5              | 1,1%     |

Рідною мовою назвали:
| Мова      | Кількість осіб | Відсоток |
| --------- | -------------- | -------- |
| румунська | 456            | 98,9%    |
| циганська | 5              | 1,1%     |